# Borek (Kluczbork)
Pour les articles homonymes, voir Borek.

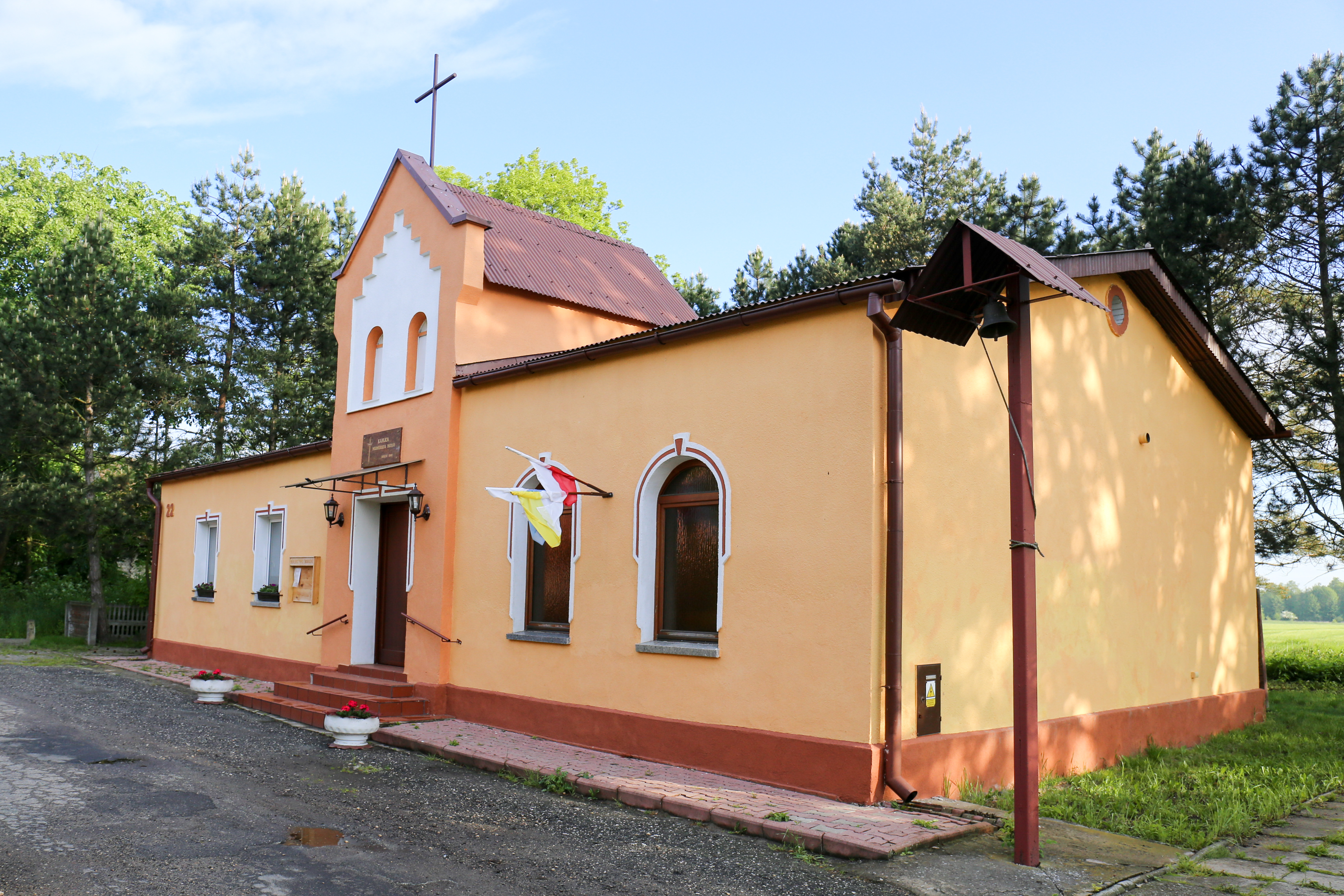
Borek (Kluczbork)

Borek est une localité polonaise de la gmina de Byczyna, située dans le powiat de Kluczbork en voïvodie d'Opole.